# Dobrești (Bihor)
Pour les articles homonymes, voir Dobrești.
Dobrești est une commune roumaine du județ de Bihor, en Transylvanie, dans la région historique de la Crișana et dans la région de développement Nord-Ouest.

## Géographie
La commune de Dobrești est située dans le centre-est du județ, au pied des Monts Pădurea Craiului, à 48 km au sud-est d'Oradea, le chef-lieu du județ.
La municipalité est composée des huit villages suivants, nom hongrois, (population en 2002) :
- Cornișești, Nagykerpesd (286) ;
- Crâncești, Karáncsfalva (542) ;
- Dobrești, Bihardobrosd (1 991), siège de la commune ;
- Hidișel, Nánhegyes (776) ;
- Lunasprie, Lankás (959) ;
- Răcaș, (115) ;
- Topa de Jos, Alsótopa (230) ;
- Topa de Sus, Felsőtopa (760).

## Histoire
La première mention écrite du village de Dobrești date de 1508.
La commune, qui appartenait au royaume de Hongrie, en a donc suivi l'histoire.
Après le compromis de 1867 entre Autrichiens et Hongrois de l'empire d'Autriche, la principauté de Transylvanie disparaît et, en 1876, le royaume de Hongrie est partagé en comitats. Dobrești intègre le comitat de Bihar (Bihar vármegye).
À la fin de la Première Guerre mondiale, l'Empire austro-hongrois disparaît et la commune rejoint la Grande Roumanie au traité de Trianon.
En 1940, à la suite du deuxième arbitrage de Vienne, elle n'est pas annexée par la Hongrie et reste sous la souveraineté roumaine. 

## Politique
| Période                                  | Période  | Identité     | Étiquette     | Qualité |
| ---------------------------------------- | -------- | ------------ | ------------- | ------- |
| Les données manquantes sont à compléter. |          |              |               |         |
| 2000                                     | En cours | Nicolae Neag | PDL, puis PSD |         |

| Parti | Parti                                                 | Sièges |
| ----- | ----------------------------------------------------- | ------ |
|       | Parti social-démocrate (PSD)                          | 5      |
|       | Parti national libéral (PNL)                          | 5      |
|       | Alliance des libéraux et démocrates (ALDE)            | 1      |
|       | Parti Mouvement populaire (PMP)                       | 2      |
|       | Union nationale pour le progrès de la Roumanie (UNPR) | 2      |

## Religions
En 2002, la composition religieuse de la commune était la suivante :
- Chrétiens orthodoxes, 73,97 % ;
- Pentecôtistes, 23,85 % ;
- Baptistes, 1,89 % ;
- Catholiques romains, 0,19 %.

## Démographie
En 1910, à l'époque austro-hongroise, la commune comptait 5 056 Roumains (87,82 %), 536 Hongrois (9,31 %), 37 Ukrainiens (0,64 %), 34 Allemands (0,59 %) et 17 Slovaques (0,30 %).
En 1930, on dénombrait 5 183 Roumains (97,55 %), 87 Hongrois (1,64 %) et 24 Juifs (0,45 %).
En 1956, après la Seconde Guerre mondiale, 5 647 Roumains (97,53 %) côtoyaient 119 Roms (2,06 %) et 23 Hongrois (0,40 %).
En 2002, la commune comptait 4 921 Roumains (86,95 %), 720 Roms (12,72 %), 7 Hongrois (0,12 %) et 7 Ukrainiens (0,12 %). On comptait à cette date 1 621 ménages et 1 906 logements.
| 1880  | 1890  | 1900  | 1910  | 1920  | 1930  | 1941  | 1956  | 1966  |
| ----- | ----- | ----- | ----- | ----- | ----- | ----- | ----- | ----- |
| 3 869 | 4 162 | 5 376 | 5 757 | 5 421 | 5 313 | 5 894 | 5 790 | 5 985 |

| 1977  | 1992  | 2002  | 2007  | - | - | - | - | - |
| ----- | ----- | ----- | ----- | - | - | - | - | - |
| 6 046 | 5 953 | 5 659 | 5 651 | - | - | - | - | - |

## Économie
L'économie de la commune repose sur l'élevage, l'agriculture et l'exploitation des forêts.

## Communications

### Routes
Dobrești est située sur la route régionale DJ767 qui rejoint au nord Tilecuș, Tileagd et la nationale DN1 et, au sud-ouest, les villages de Hidișel, Crâncești, la commune de Sâmbăta et la nationale DN76 Oradea-Deva. La route régionale DJ767C permet d'atteindre le village de Luncasprie.

### Voies ferrées
Dobrești est le terminus de la ligne Holod-Dobrești.

## Lieux et monuments

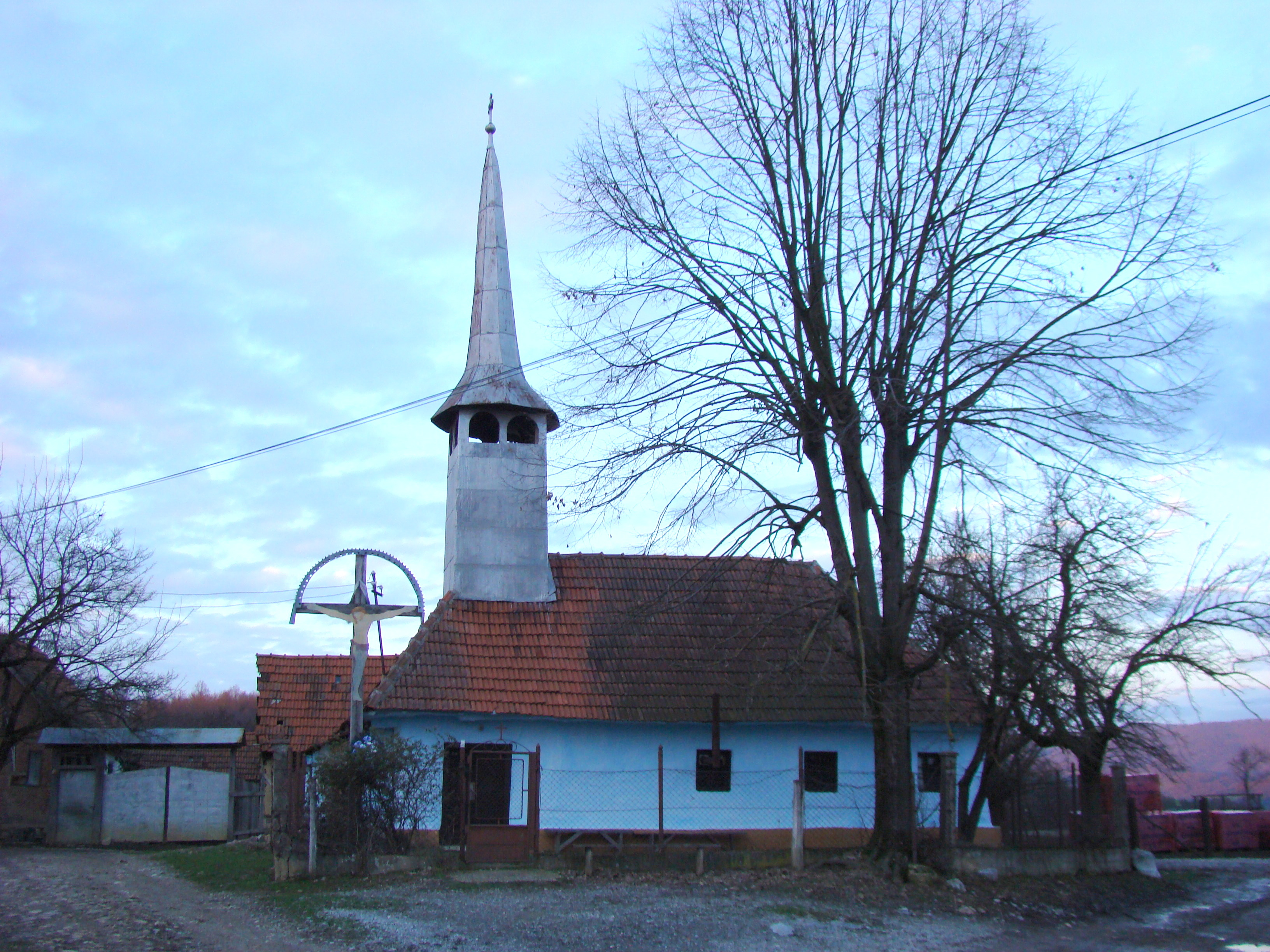
L'église de Topa de Jos

- Luncasprie, lac de retenue de la rivière Vida ;
- Luncasprie, église orthodoxe en bois des Sts Archanges datant de 1725, classée monument historique[7] ;
- Topa de Jos, église orthodoxe en bois de la Dormition de la Vierge, datant de 1731, classée monument historique[7] ;
- Hidișel, église orthodoxe datant de 1796[7].